# オールバニー川
オールバニー川（オールバニーがわ、Albany River）は、カナダのオンタリオ州北部を流れる川である。オンタリオ州北西のセントジョゼフ湖に源を発し、北東に流れてジェームズ湾へ注ぐ。全長は980 kmでオンタリオ州最長である。流域面積は135,200 km2ある。

## 産業
この川は毛皮交易が行われていた時代には重要なルートであり、ハドソン湾会社は河口のフォートオールバニーに交易地を作った。

## 名称の由来
名前は後のイングランド王ジェームズ2世であるヨーク・オールバニ公ジェームズからつけられた。

## 支流
- キャット川
- ケノガミ 川
- オゴーキ川
- ドラウニング川